# Camouflage de l'œstrus

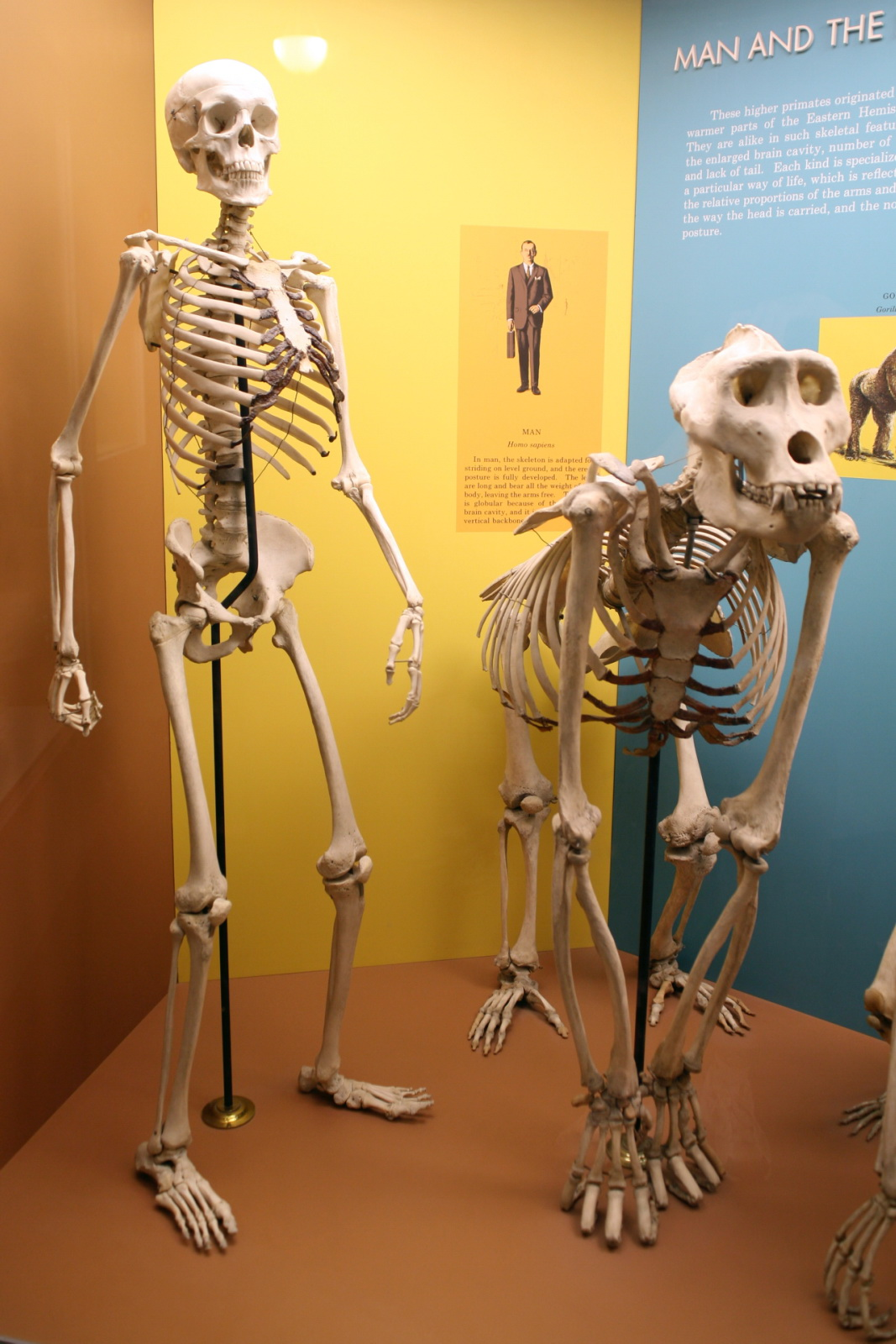
Squelettes d'un homme et d'un chimpanzé : la associée à la bipédie humaine et qui trouve son origine dans le redressement du tronc lié au grimper vertical en milieu arboricole, entraîne une dissimulation progressive des organes reproducteurs entre les cuisses de la femelle.

Le camouflage de l'œstrus, appelé aussi camouflage de l'ovulation, ovulation cachée ou œstrus caché est, chez une espèce animale, l'absence de changement perceptible chez un individu femelle adulte (par exemple, un changement d'aspect ou d'odeur) lorsqu'elle est fertile et proche de l'ovulation. Quelques exemples de changements perceptibles sont le gonflement (en) et la rougeur des organes génitaux chez les babouins et les bonobos, et la libération de phéromone dans la famille féline. En revanche, les femmes Homo sapiens et quelques autres espèces comme les vervets qui subissent un œstrus caché présentent peu de signes extérieurs de fécondité, ce qui rend difficile pour un partenaire de déduire consciemment, au moyen de signaux externes seulement, si une femelle est proche de l'ovulation.

## Chez les femmes
Au cours de l'évolution humaine, le camouflage de l’œstrus est probablement une conséquence de l'acquisition de la bipédie apparue il y a 7 millions d'années. La tumescence de la vulve est dès lors masquée à la vue (par la pilosité pubienne) et à l'odorat de l'homme. Cette évolution favoriserait le développement de caractères sexuels secondaires : régression de la pilosité faciale et corporelle, élargissement des fesses (leur rotondité étant un signal d'excitation sexuelle pour le coït postérieur) en raison du développement des muscles fessiers, du bassin, des hanches, et gonflement des seins (assimilés à des « fesses par le devant », le regard du mâle se reportant sur cette zone avec le redressement du corps), ce dernier caractère étant associé à son rôle érotique et la préférence pour les partenaires sexuels à copuler face à face. La multiplication de ces zones érogènes est associée à une réceptivité sexuelle permanente chez les femmes (à n'importe quel moment du cycle menstruel).
Cette caractéristique de la sexualité féminine (courte période de fécondation rapportée à la réceptivité sexuelle constante) a des conséquences importantes sur le comportement social humain. Les anthropologues et paléoanthropologues proposent plusieurs hypothèses, difficilement testables et pas forcément exclusives, pour rendre compte de ces conséquences. Certains 